# Edward Pałłasz
Edward Jan Pałłasz (ur. 30 sierpnia 1936 w Starogardzie Gdańskim, zm. 22 grudnia 2019 w Warszawie) – polski kompozytor i działacz środowiska artystycznego, dyrektor Programu II PR (1995–1998), prezes Stowarzyszenia Autorów ZAiKS (1988–1993 i 2003–2009).

## Życiorys

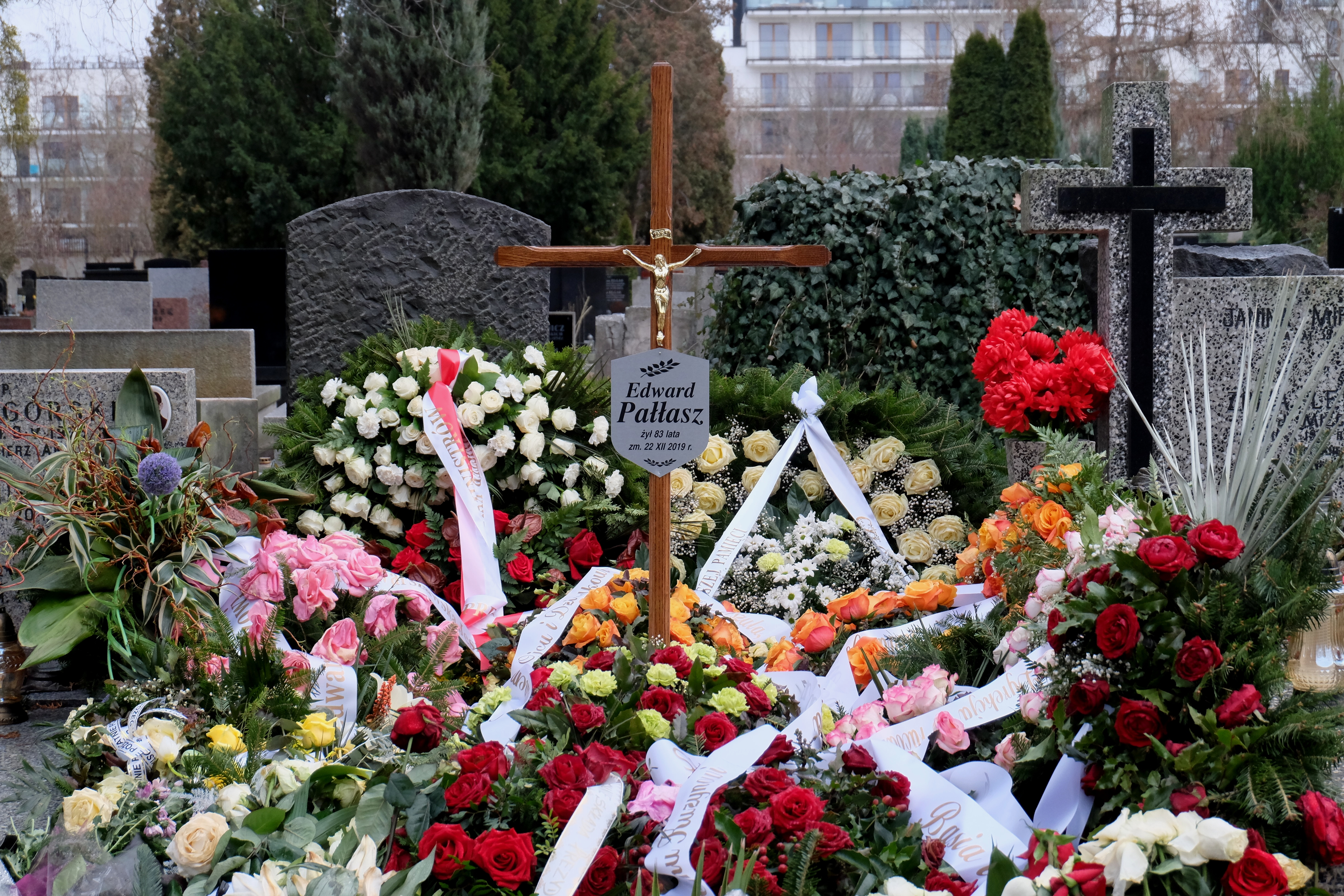
Grób Edwarda Pałłasza na cmentarzu Wojskowym na Powązkach w Warszawie

Syn Bolesława i Anny. W latach 1953–1958 studiował na Politechnice Gdańskiej i Warszawskiej, następnie kształcił się w dziedzinie muzykologii (magisterium uzyskał na Uniwersytecie Warszawskim w 1964). Od połowy lat 50. związany z teatrami studenckimi: Bim-Bom (do 1962) i Studenckim Teatrem Satyryków. Pełnił obowiązki kierownika muzycznego Teatru Komedia w Warszawie (1964–1966), wykładał na Wydziale Reżyserii Dramatu PWST (1969–1975). Zajmował się kompozycją muzyki do polskich filmów, a także programów radiowych i telewizyjnych (m.in. do Kabaretu Olgi Lipińskiej w latach 90.).
Był wiceprezesem Związku Kompozytorów Polskich (1981–1983), zasiadał także w Komisji Repertuarowej Festiwalu „Warszawska Jesień” (1981–1996), był także członkiem prezydenckiej rady ds. kultury (1991–1995) oraz dyrektorem Programu II Polskiego Radia (1995–1998). W 1999 objął obowiązki wicedyrektora naczelnego i artystycznego Warszawskiej Opery Kameralnej. W latach 1988–1993 i 2003–2009 był prezesem Stowarzyszenia Autorów ZAiKS. Był też wiceprezesem zarządu Fundacji „Pro Musica Camerata”.
W 2001 bez powodzenia ubiegał się o funkcję członka Krajowej Rady Radiofonii i Telewizji z ramienia AWS i UW. Podczas wyborów w 2001 był członkiem komitetu honorowego Unii Wolności. W 2010 z rekomendacji klubu parlamentarnego PO powołany w skład rady programowej Polskiego Radia.
Za swoje kompozycje wielokrotnie nagradzany w kraju i za granicą. 
Pochowany na cmentarzu Wojskowym na Powązkach (kwatera GII/2/27).

## Odznaczenia i wyróżnienia
- Krzyż Komandorski z Gwiazdą Orderu Odrodzenia Polski (2011)[11][12]
- Krzyż Komandorski Orderu Odrodzenia Polski (1998)[13]
- Krzyż Kawalerski Orderu Odrodzenia Polski[14]
- Złoty Krzyż Zasługi[14]
- Medal Komisji Edukacji Narodowej[14]
- Odznaka „Zasłużony Działacz Kultury”[14]
- Odznaka honorowa „Za Zasługi dla Warszawy”[14]
- Medal ZAiKS-u (1998)[15]
- Medal 90-lecia ZAiKS-u (2009)[15]
- Honorowa odznaka ZAiKS-u (1988)[15]
- Honorowy Wielki Splendor (2005)[16]
- Nagroda specjalna ZAiKS-u (2012, 2016)[15]
- Członkostwo honorowe ZAiKS-u (2016)[15]
- Nagroda 100-lecia ZAiKS-u (2018)[15]